# Аль-Башари, Али
Али Муса Аль-Башари (араб. علي البشاري‎, род. 1962) — ливийский футболист, левый и последний защитник. Серебряный призёр Кубка Африканских наций 1982 года.

## Биография
Али Аль-Башари родился в 1962 году.
Начал заниматься футболом в 12-летнем возрасте, выступал за команды «Бараем» и «Кабс».
В 1977 году в 16 лет дебютировал в составе «Аль-Ахли» из Бенгази, за который выступал в течение всей карьеры до 1997 года. Более десяти лет был капитаном команды. В составе «Аль-Ахли» в 1992 году стал чемпионом Ливии, пять раз выигрывал Кубок Ливии (1980—1981, 1988, 1991, 1996).
Считается лучшим левым защитником в истории ливийского футбола. Также играл на позиции либеро.
В 1980—1992 годах выступал за сборную Ливии, был капитаном команды. Участвовал в отборочных турнирах чемпионатов мира 1986 и 1990 годов.
В 1982 году в составе сборной Ливии завоевал серебряную медаль домашнего Кубка африканских наций. Аль-Башари провёл 5 матчей, забил 3 мяча: в полуфинале он оформил дубль в матче с Замбией (2:1), а затем забил мяч в финале против Ганы (1:1, пен. 6:7), в котором также реализовал свой удар в серии пенальти.

## Достижения

### Командные

#### Аль-Ахли
- Чемпион Ливии (1): 1992
- Обладатель Кубка Ливии (5): 1980, 1981, 1988, 1991, 1996

#### Ливия
- Серебряный призёр Кубка африканских наций (1): 1982